# Live at the House of Blues (album av Adolescents)
Live at the House of Blues är ett livealbum och musikfilm av det amerikanska punkrockbandet Adolescents, släppt den 24 februari 2004. Det är gruppens tredje livealbum. Konserten spelades in den 3 oktober 2003. DVD:n innehåller även en film av bandet när de spelar sju låtar live 1982.

## Låtlista
1. "No Way" (Rikk Agnew) - 2:34
2. "Who Is Who" (Tony Reflex, Steve Soto, Frank Agnew) - 1:18
3. "Self Destruct" (Reflex, Soto) - 0:53
4. "Democracy" (Soto, Jim Housman) - 2:33
5. "OC Confidential" (Reflex, Rikk Agnew, Frank Agnew, Jr.) - 3:29
6. "Creatures" (R. Agnew) - 2:04
7. "Welcome to Reality" (Reflex, Soto, F. Agnew) - 2:06
8. "California Son" (Reflex, Soto) - 3:47
9. "Wrecking Crew" (Reflex, Soto) - 2:10
10. "Lockdown America" (Reflex, Derek O' Brien) - 3:11
11. "L.A. Girl" (Reflex, F. Agnew) - 1:48
12. "No Friends" (Reflex, Soto) - 2:34
13. "Things Start Moving" (Reflex, F. Agnew, Steve Roberts) - 3:07
14. "Rip It Up" (Reflex, R. Agnew) - 2:38
15. "Hawks and Doves" (Reflex, R. Agnew) - 1:59
16. "Within These Walls" (Reflex, F. Agnew) - 2:07
17. "Word Attack" (Reflex, R. Agnew) - 3:02
18. "Amoeba" (R. Agnew, Casey Royer) - 1:52
19. "Kids of the Black Hole" (R. Agnew) - 3:15

## Musiker
- Tony Reflex - sång
- Rikk Agnew - gitarr, bakgrundssång
- Frank Agnew - gitarr, bakgrundssång
- Steve Soto - bas, bakgrundssång
- Derek O'Brien - trummor